# Nicholls
Nicholls – miasto w Stanach Zjednoczonych, w stanie Georgia, w hrabstwie Coffee.